# West Winfield
West Winfield es una villa ubicada en el condado de  Herkimer en el estado estadounidense de Nueva York. En el año 2000 tenía una población de 862 habitantes y una densidad poblacional de 370.4 personas por km².

## Geografía
West Winfield se encuentra ubicada en las coordenadas 42°53′4″N 75°11′31″O / 42.88444, -75.19194.
El Bonfoy–Barstow House está ubicado en esta ciudad.

## Demografía
Según la Oficina del Censo en 2000 los ingresos medios por hogar en la localidad eran de $33,947, y los ingresos medios por familia eran $42,031. Los hombres tenían unos ingresos medios de $26,793 frente a los $23,500 para las mujeres. La renta per cápita para la localidad era de $16,465. Alrededor del 9.1% de la población estaban por debajo del umbral de pobreza.